# L'ultimo Paradiso
Pour plus de détails, voir Fiche technique et Distribution.
L'ultimo Paradiso est un film italien réalisé par Rocco Ricciardulli (it) sorti sur Netflix le 5 février 2021.

## Synopsis
En 1958, Ciccio Paradiso, un paysan trentenaire, vit dans les Pouilles, au sud de l'Italie. Les ressources de tout le village viennent de la récolte des olives. Marié avec Lucía et père d'un garçon, Ciccio, joli cœur, rêve de liberté et de justice. Il a trouvé un amour profond et partagé dans les bras de Bianca, la fille du propriétaire terrien Cumpà Schettino, un homme assez brutal et violent avec les femmes pour attirer dans sa grange une jeune paysanne et la violer.
Ciccio est fatigué des abus de celui-ci et de son comparse Luigi, qui s'enrichit sur le dos des paysans misérables en leur achetant leurs olives à bas prix. Il décide de le défier. Malgré sa colère, le propriétaire foncier décide de ne pas nuire à Ciccio, redoutant qu'il ait le caractère de son père, avec lequel il semble avoir été en conflit. Lorsqu'il découvre la relation de sa fille avec Ciccio, il la traite de putain, ce à quoi elle lui répond que lui ne se gêne pas pour abuser de filles mineures. Bafoué dans son « honneur », il tue Ciccio par traîtrise.
Le frère jumeau de Ciccio, Antonio, qui a émigré au Nord, à Trieste, revient au village assister à l’enterrement. Il y est replongé dans le climat malsain généré par l’opposition ancienne des Paradiso, ouvriers agricoles rebelles, et des Schettino, patrons d’une exploitation d’oliveraies sans scrupules. Il comprend que la police ne fera rien pour découvrir l'assassin de Ciccio, personne au village n'ayant pourtant de doute sur son identité. Il reprend le bus pour rentrer. Or Schettino et son fils sont à leur tour assassinés : on ne voit l'assassin que de dos, mais Ciccio est vengé.
À Trieste, Antonio ne peut oublier son frère, sa famille et le drame. Il abandonne la situation de confiance qu'il avait dans l'usine où il travaillait et la fille de son patron, qu'il devait épouser, et rejoint le village. Il y découvre le secret de famille à l'origine de la haine entre Schettino et son père...

## Fiche technique
- Titre original et français : L'ultimo Paradiso[2]
- Réalisateur : Rocco Ricciardulli (it)
- Scénario : Rocco Ricciardulli (it), Riccardo Scamarcio
- Producteur : Ivo Micioni, Riccardo Scamarcio
- Musique : Pasquale Ricciardulli, Rocco Ricciardulli (it), Federico Ferrandina
- Montage	 : Leonardo Alberto Moschetta
- Photographie : Gian Filippo Corticelli (it)
- Costumes : Grazia Ermelinda Materia
- Sociétés de production : Netflix, Lebowski, Silver Productions
- Distribution : Netflix
- Langue originale : italien
- Pays de production :  Italie
- Format : Couleur - 1,85:1
- Genre : Drame
- Durée 	 : 107 minutes
- Sortie	 : 5 février 2021

## Distribution
- Riccardo Scamarcio (VF : Alexis Victor) : Ciccio Paradiso/Antonio Paradiso
- Gaia Bermani Amaral (it) (VF : Angèle Humeau) : Bianca Schettino, fille de Cumpà Schettino
- Antonio Gerardi (VF : Pascal Casanova) : Cumpà Schettino
- Donato Placido (VF : Marc Arnaud) : Cosimo Schettino, fils de Cumpà Schettino
- Valentina Cervi (VF : Laura Blanc) : Lucia, femme de Ciccio
- Rocco Ricciardulli (it) (VF : Bernard Lanneau) : Cenz'u Diavul, père de Ciccio
- Giovanni Cirfiera : le brigadier
- Mimmo Mignemi (it) (VF : Jean-Loup Horwitz) : Don Luigi
- Federica Torchetti (VF : Mathilde Moulinat) : Maria Schettino, sœur de Bianca
- Erminio Truncellito (VF : Boris Rehlinger) : Vincenzo
- Anna Maria De Luca (VF : Sylvie Genty) : Ninetta

## Bande originale[3]
La bande originale a été réalisée par Federico Ferrandina, Pasquale Ricciardulli et le réalisateur Rocco Ricciardulli.

## Autour du film
L'ultimo Paradiso est tiré d’une histoire vraie que le réalisateur, lui-même originaire de la région voisine de la Basilicate, a entendu enfant à travers les récits de sa mère.
Le film, dont les dialogues sont en majorité en dialecte des Pouilles, a été tourné à Gravina in Puglia, Bari et Trieste.

## Sortie et accueil
La première bande-annonce a été diffusée sur la chaîne Youtube de Netflix Italia le 12 janvier 2021. Le film est sorti en streaming sur Netflix le 5 février 2021.
Sur le site IMDb, la note du film est de 5,6 sur 10.
Clara Laine juge positivement le film malgré des longueurs et des faiblesses scénaristiques :
Vittoria Scarpa relève pour sa part : 